# Hương Thủy
Hương Thủy est une ville de niveau district de la province de Thừa Thiên Huế dans la côte centrale du Nord au Viêt Nam. 

## Géographie
La superficie de la ville est de 458,1 km2. 